# Ріпицька волость
Ріпицька волость — історична адміністративно-територіальна одиниця Городнянського повіту Чернігівської губернії з центром у містечку Ріпки.
Станом на 1885 рік складалася з 16 поселень, 15 сільських громад. Населення — 6839 осіб (3999 чоловічої статі та 3356 — жіночої), 1395 дворових господарств.
|                     | Площа, десятин | У тому числі орної, дес. |
| ------------------- | -------------- | ------------------------ |
| Сільських громад    | 9544           | 5635                     |
| Приватної власності | 19444          | 6163                     |
| Іншої власності     | 2836           | 175                      |
| Загалом             | 31824          | 11973                    |

Поселення волості:
- Ріпки — колишнє державне та власницьке містечко при річці Матуч за 40 верст від повітового міста, 1214 осіб, 241 двір, православна церква, єврейський молитовний будинок, школа, лікарня, поштова станція, постоялий двір, 7 постоялих будинків, 13 лавок, базари по неділях, вітряний млин.
- Велика Вісь — колишнє державне та власницьке село при болотах, 641 особа, 108 дворів, православна церква, школа, постоялий будинок, крупорушка.
- Вербичі — колишнє державне та власницьке село, 600 осіб, 98 дворів.
- Голубичі — колишнє державне та власницьке село при річці Свіпа, 142 особи, 63 двори, православна церква, постоялий будинок.
- Даничі — колишнє державне та власницьке село при річці Дороганка, 553 особи, 109 дворів.
- Свинопухи — колишнє державне та власницьке село при болоті Замглай, 527 осіб, 108 дворів.
- Церковище — колишнє державне та власницьке село при річці Деруха, 506 осіб, 103 дворів, православна церква, постоялий будинок, 3 лавки, вітряний млин.

1899 року у волості налічувалось 53 сільських громади, населення зросло до 12840 осіб (6418 чоловічої статі та 6432 — жіночої).